# Chienes
Chienes, németül: Kiens, település Olaszországban, Bolzano autonóm megyében (Dél-Tirolban). Lakosainak száma 3018 fő (2023. január 1.). Chienes Falzes, Rodengo, San Lorenzo di Sebato, Selva dei Molini, Terento és Vandoies községekkel határos.

## Népesség
A település népességének változása:
| Lakosok száma | 2644 | 2806 | 2838 | 3018 |
|               | 2008 | 2017 | 2018 | 2023 |